# Jeroen Lenaerts
Jeroen Lenaerts (Rotselaar, 27 december 1982) is een Vlaams acteur. Hij is vooral bekend van zijn rol in Thuis als Tim Cremers. Daarnaast volgde hij een opleiding klassieke zang.
Lenaerts studeerde in 2005 af aan de afdeling Woordkunst-Drama van het Lemmensinstituut in Leuven. Sindsdien speelde hij in verschillende theaterproducties voor jongeren van onder andere fABULEUS en Kollektief D&A. Hij werkte ook mee aan De Poëziewedstrijd voor Anderstaligen. In 2009 verdween hij een aantal maanden uit Thuis wegens te drukke bezigheden met theater. Vanaf 19 februari 2010 keerde hij terug in Thuis.

## Filmografie
- F.C. De Kampioenen 3: Forever (2017) - als politieagent
- Deadline 25/5 (2014)
- Vermist V - Bjorn Vandeput (2014)
- In Vlaamse Velden - Albert Moerman (2014)
- Zingaburia - Wolfgang Bosmans (2012)
- Dag & Nacht: Hotel Eburon - Dave Coppens (2010 - Gastrol in episode 3)
- De Kotmadam - Serge (2010 - Gastrol in episode De Renovatie)
- Amika - John William (2010)
- Sara - (2008 - Gastrol in episode 165)
- Thuis - Tim Cremers (2008-2009, 2010-heden)
- Witse - Mario Pessemier (2009 - Gastrol in episode Babyblues); Matthias Vercammen (2012 - Gastrol in episode Babs)
- Flikken - Jeroen Teugels (2009 - Gastrol in episode Uitweg 1+2)
- Click-ID - Bart (2009 - Gastrol in  episode 3)
- Spring - Jongen in Garage (2007 Gastrol in zes tv-episodes)